# محیط اعظم
کتاب محیط اعظم یکی از آثار مهم اعظم خان در زمینه ادویه مفرده است. اعظم خان چون به منابع اصلی  طبی زمان خود دسترسی داشته در تالیف این از آنها بهره کافی برده است.

## مشخصات
این کتاب که مشتمل بر خواص ادویه مفرده می باشد، شامل یک مقدمه در قوانین کلیه است که در دو مقصد تالیف یافته. مقصد اول در ده فصل و مقصد دوم در دو فصل.